# Вакулове
Вакулове (до 1931 року — Чемеринськ, у 1934—1944 — Сталіндорф, в 1944—1961 — Сталінське, у 1961—2016 — Жовтневе) — село в Україні, центр Вакулівської сільської громади Криворізького району Дніпропетровської області. Населення — 995 мешканців.

## Географія
Село Вакулове знаходиться за 1,5 км від лівого берега річки Жовтенька, на відстані 3 км від сіл Явдохівка, Новоподільське, Нововасилівка та Українка. По селу протікає пересихаючий струмок з загатою. Через село проходить автомобільна дорога Т 0419.

## Назва
До 1931 року називалося Чемеринськ на честь білоруського революціонера В. С. Чемеринського, який загинув під час громадянської війни, у 1931 році перейменоване на Сталіндорф, а в 1944 — на Сталінське, обидві назви на честь генерального секретаря ЦК ВКП(б) Й. В. Сталіна, під час німецької окупації носило назву Фрізендорф, у 1961 році перейменоване на Жовтневе на честь Жовтневої революції. Сучасна назва з 2016 року.

## Історія
Сучасне село Вакулове було засноване наприкінці 1924 року переселенцями з Вінниці, Вітебська, Житомира і Проскурова. Переселення тривало й у 1925 і 1926 роках та частково в наступні роки.
В 1931–1941 роках село було центром Сталіндорфського єврейського національного району, а після звільнення і перейменування села — центром Сталінського району. У 1961 році районний центр був перенесений в Софіївку.
Частка євреїв з перепису населення 1939 року становила 47,7 % (748 осіб). Випускалася газета «Сталіндорфер Емес», працювали єврейські школи, в 1931 році в Сталіндорфі був організований колгоспний райтеатр. У деяких районних установах (райвиконком, міліція, суд, прокуратура) діловодство частково велося на їдиш. У 1937–1938 роках більшість єврейських шкіл було перетворено в російські та українські. В 1941–1943 роках євреї Сталіндорфу і всього району, які не встигли евакуюватися, були знищені німцями.
У жовтні 2014 року у селі було завалено пам'ятник Леніну.

## Населення

### Мова
Розподіл населення за рідною мовою за даними перепису 2001 року:
| Мова            | Кількість | Відсоток |
| --------------- | --------- | -------- |
| українська      | 1292      | 96.56%   |
| російська       | 40        | 2.99%    |
| білоруська      | 4         | 0.30%    |
| інші/не вказали | 2         | 0.15%    |
| Усього          | 1338      | 100%     |

## Економіка
- ТОВ «Євромоноліт».

## Об'єкти соціальної сфери
- Школа.
- Школа-інтернат.
- Дитячий садочок.
- Амбулаторія.
- Малий Дитячий Будинок "Затишок"

## Релігія
В селі розташований Храм Святої рівноапостольної Марії Магдалини ПЦУ (вул. Леніна, 4).

## Відомі особистості

### Народилися
- Тарасов Валерій Дмитрович (нар. 1940) — український письменник, прозаїк, публіцист.
- Самойленко Анастасія Сергіївна (* 1990; до шлюбу Шляхова) — російська волейболістка, майстер спорту міжнародного класу.